# Prüfergruppe
In der Mathematik, speziell in der Gruppentheorie, nennt man für eine Primzahl p jede zur multiplikativen Gruppe
{\displaystyle \mathbb {C} _{p^{\infty }}=\{\exp(2\pi \mathrm {i} n/p^{m})\mid n\in \mathbb {Z} ,m\in \mathbb {N} \}}
isomorphe Gruppe eine p-Prüfergruppe oder eine p-quasizyklische Gruppe.
{\displaystyle \mathbb {C} _{p^{\infty }}} besteht aus den komplexen Einheitswurzeln, deren Ordnung eine Potenz von p ist.
Es handelt sich um eine abelsche, abzählbare Gruppe.
Definitionsgemäß sind die p-Prüfergruppen untereinander isomorph, daher spricht man ohne nähere Präzisierung einfach von der p-Prüfergruppe. Man sagt, eine Gruppe G sei eine Prüfergruppe, wenn es eine Primzahl p gibt, so dass G eine p-Prüfergruppe ist. Die Prüfergruppen zu verschiedenen Primzahlen sind nicht isomorph.
Die Prüfergruppen sind zu Ehren des Mathematikers Heinz Prüfer benannt.

## Äquivalente Definitionen
Es seien p eine Primzahl und G eine Gruppe. Jede der folgenden fünf Eigenschaften ist äquivalent dazu, dass G eine p-Prüfergruppe ist, und jede dieser Eigenschaften kann daher als Definition der Prüfergruppen verwendet werden.
a) G ist isomorph zur Faktorgruppe {\displaystyle \mathbb {Z} [1/p]/\mathbb {Z} }, wobei {\displaystyle \mathbb {Z} [1/p]} die von den rationalen Zahlen {\displaystyle n/p^{m}} mit {\displaystyle n\in \mathbb {Z} ,m\in \mathbb {N} } gebildete Untergruppe von {\displaystyle (\mathbb {Q} ,+)} bezeichnet.
Beweis: Der Homomorphismus {\displaystyle \mathbb {Z} [1/p]\rightarrow \mathbb {C} _{p^{\infty }}:q\mapsto \exp(2\pi iq)} ist surjektiv und hat den Kern {\displaystyle \mathbb {Z} }.
b) G ist isomorph zur Faktorgruppe {\displaystyle F/R}, wobei F die freie abelsche Gruppe (das heißt der freie {\displaystyle \mathbb {Z} }-Modul) mit einer abzählbar unendlichen Basis {\displaystyle \{\ a_{0},a_{1},\ldots ,a_{n},\ldots \}} und R die von {\displaystyle \{pa_{0},a_{0}-pa_{1},a_{1}-pa_{2},\ldots ,a_{n}-pa_{n+1},\ldots \}} erzeugte Untergruppe von F ist.
c) G hat eine Präsentation
{\displaystyle \langle x_{1},x_{2},\dots |x_{1}^{p}=1,x_{2}^{p}=x_{1},x_{3}^{p}=x_{2},\dots \rangle .}
Beweis: Sei L eine freie (nichtabelsche) Gruppe über einer abzählbaren Basis {\displaystyle \{\ c_{0},c_{1},\ldots ,c_{n},\ldots \}} und S der von  {\displaystyle \{c_{0}^{p},c_{0}c_{1}^{-p},c_{1}c_{2}^{-p},\ldots ,c_{n}c_{n+1}^{-p},\ldots \}} erzeugte Normalteiler. Für jede natürliche Zahl j sei {\displaystyle x_{j}} das kanonische Bild von {\displaystyle c_{j}} in {\displaystyle L/S}. Es ist klar, dass von je zwei der Elemente {\displaystyle x_{j}} eines eine Potenz des anderen ist, das heißt die {\displaystyle x_{j}} vertauschen miteinander. Da sie {\displaystyle L/S} erzeugen, ist {\displaystyle L/S} abelsch, mit anderen Worten, S enthält die Kommutatorgruppe K(L). Nach dem zweiten Isomorphiesatz ist {\displaystyle L/S} daher isomorph zu {\displaystyle (L/K(L))/(S/K(L))}. Nun ist {\displaystyle L/K(L)} eine freie, abelsche Gruppe (frei als abelsche Gruppe) mit den Bildern {\displaystyle \{\ d_{0},d_{1},\ldots ,d_{n},\ldots \}} der Elemente {\displaystyle \{\ c_{0},c_{1},\ldots ,c_{n},\ldots \}} als Basis in {\displaystyle L/K(L)} und {\displaystyle S/K(L)} wird von {\displaystyle \{d_{0}^{p},d_{0}d_{1}^{-p},d_{1}d_{2}^{-p},\ldots ,d_{n}d_{n+1}^{-p},\ldots \}} erzeugt. Jetzt schließt man mittels b) weiter.
d) G hat ein Erzeugendensystem {\displaystyle \ (a_{n})_{n\in \mathbb {Z} }} so dass {\displaystyle \ a_{0}\not =1}, {\displaystyle \ a_{0}^{p}=1} und {\displaystyle \ a_{n+1}^{p}=a_{n}} für alle {\displaystyle n\geq 0}.
e) G ist die Vereinigung einer aufsteigenden Folge {\displaystyle C_{0}\leq C_{1}\leq \ldots \leq C_{n}\leq \ldots }, wobei Cn für jeden Index n eine zyklische Gruppe der Ordnung pn ist.

## Eigenschaften
- Jede echte Untergruppe einer Prüfergruppe ist zyklisch und insbesondere endlich. Die Prüfergruppe besitzt für jede Zahl n genau eine Untergruppe der Ordnung pn. Die Menge der Untergruppen einer Prüfergruppe ist durch die Inklusion wohlgeordnet. Die Prüfergruppe ist also als {\displaystyle \mathbb {Z} }-Modul nicht noethersch.

- Eine unendliche, abelsche Gruppe ist genau dann eine Prüfergruppe, wenn sie isomorph zu jeder Faktorgruppe nach einer echten Untergruppe ist.[6]

- Die Prüfergruppen sind teilbar. Ihre Bedeutung erschließt sich aus dem folgenden Satz:

Jede teilbare, abelsche Gruppe ist isomorph zu einer (endlichen oder unendlichen) direkten Summe, in der jeder Summand eine Prüfergruppe oder isomorph zur additiven Gruppe der rationalen Zahlen ist.
Beispielsweise ist die additive Gruppe {\displaystyle \mathbb {Q} /\mathbb {Z} } die direkte Summe ihrer p-Sylowgruppen, die nichts anderes als die p-Prüfergruppen sind.